# 안마리 다비드

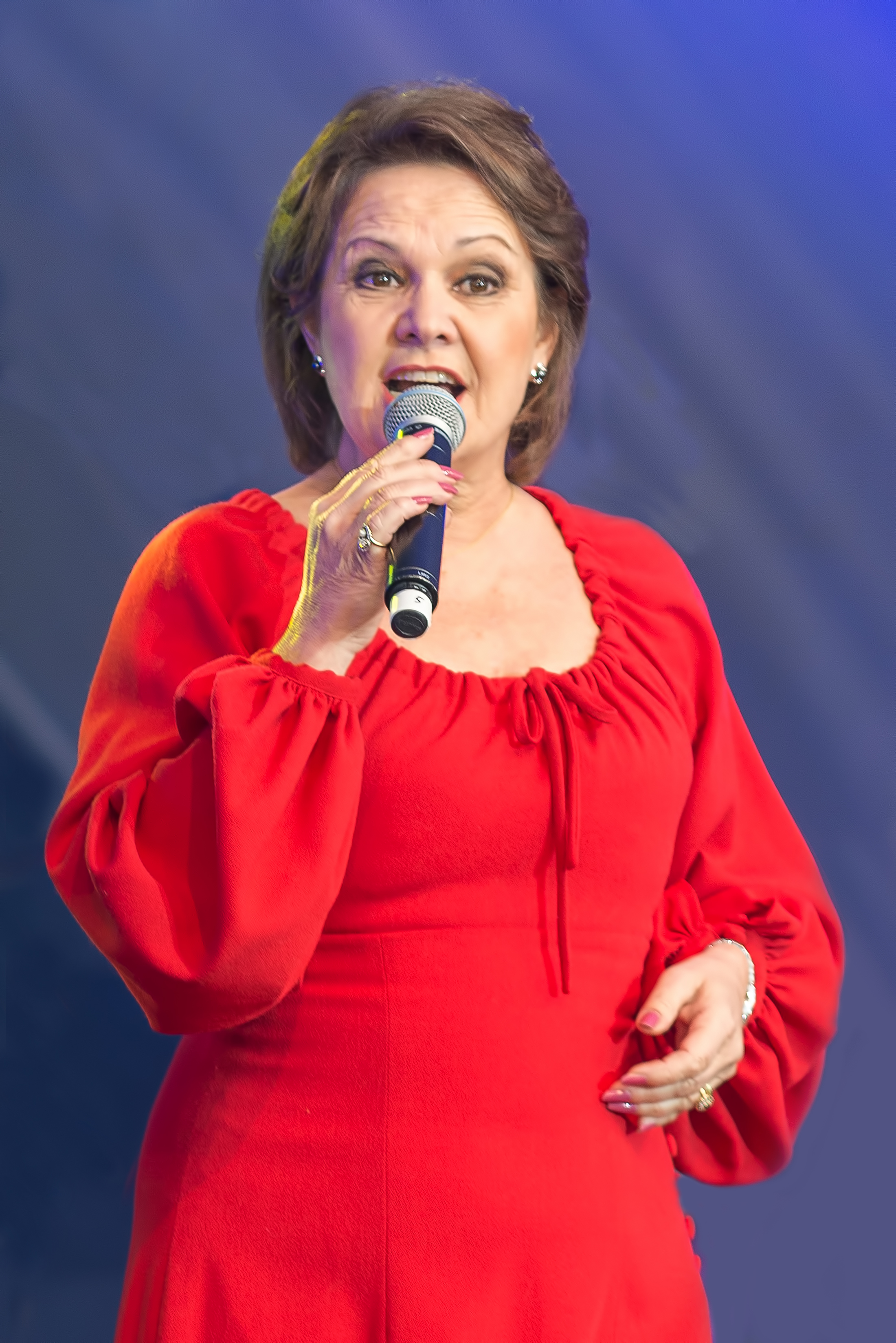

안마리 다비드(Anne-Marie David, 1952년 5월 23일 ~ )는 프랑스의 가수이다. 룩셈부르크와 프랑스를 대표하여 유로비전 송 콘테스트에 참가했다. 유로비전 송 콘테스트 1973에서 우승하였고 유로비전 송 콘테스트 1979에서 3위를 차지했다.
프랑스령 모로코 카사블랑카에서 태어나 자랐다. 팝 장르의 가수로서 1970년부터 1987년까지 활동하다가 이후 2003년부터 지금까지 활동하고 있다.